# Nera Karolina Barbarić
Nera Karolina Barbarić je hrvatska pjesnikinja s otoka Hvara. Pjesme piše na čakavskom narječju.

## Djela
- Jorbuli duše, 1974.

Pjesme su joj izašle i u Tusculum antologiji čakavskog pjesništva 20. stoljeća, prireditelja Milorada Stojevića.